# فهد الجميعة
فهد الجميعة (مواليد 10 مايو 1995) هو لاعب كرة قدم سعودي يلعب حاليًا في نادي أبها.

## مسيرة اللاعب
كانت بداياته مع نادي السد ووقع مع نادي النصر في عام 2013 وتم تصعيده للفريق الأول عام 2017 ولعب أول مباراة في الموسم ضد الفيصلي وقدم أداء مميز وسجل هدف من ركلة حرة مباشرة و أعير إلى نادي أبها في صيف عام 2020 و بعدها انتقل إلى نادي أبها بشكل رسمي.

## وصلات خارجية
- فهد الجميعة على موقع Soccerway.com (الإنجليزية)